# Diocèse d'El Banco
Le diocèse d'El Banco (en latin : Dioecesis Bancoënsis ; en espagnol : Diócesis de El Banco) est un diocèse de l'Église catholique en Colombie, suffragant de l'archidiocèse de Barranquilla.

## Territoire

Il comprend les municipalités d'Ariguaní, Chivolo, El Banco, Guamal, Nueva Granada, Pijiño del Carmen, Plato, Sabanas de San Ángel, San Sebastián de Buenavista, San Zenón, Santa Ana, Santa Bárbara de Pinto et Tenerife du département de Magdalena et les municipalités d'Astrea et Chimichagua du département de Cesar.
Il possède un territoire d'une superficie de 11 855 km2 divisé en 18 paroisses. Le siège épiscopal est dans la ville d'El Banco où se trouve la cathédrale de Notre-Dame de la Candelaria.

## Histoire
Le diocèse est érigé le 17 janvier 2006 par la constitution apostolique Munus Nostrum du pape Benoît XVI en prenant une partie du territoire du diocèse de Santa Marta et du diocèse de Valledupar. Il est nommé suffragant de l'archidiocèse de Barranquilla.

## Évêques
- Jaime Enrique Duque Correa, M.X.Y (17 janvier 2006 - 14 avril 2013)
- Luis Gabriel Ramírez Díaz (18 juin 2014 - 27 février 2021) nommé évêque d'Ocaña
  - Sede vacante (2021-2023)
  - José Mario Bacci Trespalacios, C.I.M, depuis le 17 janvier 2023 (administrateur apostolique)
- Dimas Antonio Acuña Jiménez (depuis le 15 mai 2024)